# Ana Caterina Morariu
Ana Caterina Morariu (Cluj-Napoca, 20 de noviembre de 1980) es una actriz nacida en Rumania y nacionalizada italiana.

## Vida y carrera
Nacida en Cluj-Napoca, hija de la bailarina Marineta Rodica Rotaru, en su juventud se trasladó a Italia con su madre y vivió entre la Toscana y Calabria. Se graduó en el Centro Experimental de Cine en Roma en 2002, y el mismo año inició su carrera en producciones teatrales.
Logró reconocimiento en su país a mediados de la década de 2000 con una serie de importantes participaciones en series de televisión y telefilmes. Acto seguido interpretó el papel de Marie Cressay en la miniserie francesa de 2005 Les Rois maudits. Un año después obtuvo una nominación a un Premio David di Donatello en la categoría de mejor actriz en la cinta de Carlo Verdone Il mio miglior nemico.